# Islas Karimata
Las islas Karimata son un grupo  de pequeñas islas de Indonesia localizadas cerca de la costa oeste de Borneo, en aguas del estrecho de Karimata, que conecta  el mar de China Meridional y el mar de Java (donde se encuentran el Pacífico y el Índico). La mayor de las islas es la isla que da nombre al grupo, Karimata (Pulau), que tiene cerca de 20 km de largo (este-oeste). 
Administrativamente, las islas son parte de la kabupaten de Ketapang en la provincia de Kalimantan Occidental. 

## Biología
Karimata tiene una amplia gama de ecosistemas, desde los manglares y los bosques tropicales en las tierras bajas a zonas de arbustos de montaña en la cima de las montañas unos 1000 m (un ejemplo espectacular del efecto Massenerhebung o "levantamiento en masa"). La montaña es de granito. Una considerable población de vencejos de cueva ha sido históricamente la fuente de la  sopa de las aves de nido, pero recientemente ha disminuido hasta casi la extinción, debido a la sobreexplotación de recolectores no indígenas que han ido llegando desde el continente. 

## Población
Una serie de pequeñas aldeas están situadas en la costa, la mayor de los cuales es Padang , en el extremo oriental de la isla. La isla es conocida porque sus  habitantes tienen graves problemas de malaria y después de una epidemia  severa  ha sido repoblada con  originarios de la costa oeste de Kalimantan.

## Historia
Los exploradores neerlandeses visitaron la isla en varias ocasiones. 
La isla está clasificada como reserva natural por el gobierno de Indonesia, pero no ha habido ninguna gestión de la zona. Hay rumores de planes de desarrollos turísticos de gran tamaño.